# 6259 Майоль
6259 Майоль (6259 Maillol) — астероїд головного поясу, відкритий 30 вересня 1973 року.
Тіссеранів параметр щодо Юпітера — 3,586.
Названий на честь Арістида Жозефа Бонавентюра Майоля — відомого франзузького скульптора, гравера, портретиста та літографа.